# Urodasys
Genre
Urodasys est un genre de gastrotriches de la famille des Macrodasyidae.

## Liste des espèces
Selon World Register of Marine Species (24 juin 2025) :
- Urodasys acanthostylis Fregni, Tongiorgi & Faienza, 1998
- Urodasys anorektoxys Todaro, Bernhard & Hummon, 2000
- Urodasys apuliensis Fregni, Faienza, Grimaldi, Tongiorgi & Balsamo, 1999
- Urodasys bucinastylis Fregni, Faienza, Grimaldi, Tongiorgi & Balsamo, 1999
- Urodasys calicostylis Schoepfer-Sterrer, 1974
- Urodasys completus Todaro, Cesaretti & Dal Zotto, 2017
- Urodasys cornustylis Schoepfer-Sterrer, 1974
- Urodasys elongatus Renaud-Mornant, 1969
- Urodasys mirabilis Remane, 1926
- Urodasys nodostylis Schoepfer-Sterrer, 1974
- Urodasys poculostylis Atherton, 2014
- Urodasys remostylis Schoepfer-Sterrer, 1974
- Urodasys spirostylis Schoepfer-Sterrer, 1974
- Urodasys toxostylus Hummon, 2011
- Urodasys uncinostylis Fregni, Tongiorgi & Faienza, 1998
- Urodasys viviparus Wilke, 1954

## Systématique
Ce genre a été décrit en 1926 par Remane.

## Publication originale
- (de) Remane, « Morphologie und verwandtschaftsbeziehungen der aberranten gastrotrichen I », Zeitschrift für Morphologie und Ökologie der Tiere, 1926, vol. 5, no 4, p. 625-754.